# 拉克伦·肯尼迪
拉克伦·肯尼迪（英語：Lachlan Kennedy，2003年11月4日—），澳大利亚男子田径运动员，2023年太平洋运动会男子100米银牌得主、2024年昆士兰田径锦标赛男子100米银牌得主、2025年世界室内田径锦标赛男子60米银牌得主。